# Kimberly Farrah Singh
Kimberly Farrah Singh là chủ sở hữu vương miện của cuộc thi sắc đẹp Trinidad. Cô đại diện cho Trinidad & Tobago tại Miss World 2015 tổ chức ở Tam Á, Trung Quốc vào ngày 19/12/2015.

## Cuộc sống cá nhân
Kimberly Farrah Singh đến từ vùng quê của đất nước Trinidad, Tabaquite. Vào năm 2012, sau khi thực tập tại văn phòng Tổng chưởng lý, cô hiện đang theo học Nghiên cứu Paralegal, với nguyện vọng trở thành Luật sư. Farrah- Singh nói rằng cô là một người tin tưởng mạnh mẽ vào sự công bằng và bình đẳng. Cô nói rằng ơn gọi của cô sẽ cho phép cô trở thành một người ủng hộ công lý dành cho những cá nhân không nghe thấy và im lặng trong xã hội. Kimberly thích nấu các bữa ăn, nhưng không có sự giới hạn ở các món cà ri như: gà, vịt và dê, roti và pelau, chỉ liệt kê một vài cái tên. Từ ba7n ba (3) tuổi, cô đã biết hát, đó là điều cô thực sự yêu thích. Kimberly là người lãnh đạo dàn hợp xướng của nhà thờ. Cô nói rằng nó mang lại niềm vui cho trái tim cô và nó có sức mạnh và khả năng thay đổi tâm trạng của người nghe. Ngay từ khi còn rất nhỏ, Kimberly đã tham gia vào nhiều hoạt động từ thiện trước khi giành chiến thắng với tư cách là Hoa hậu Trinidad và Tobago 2015. Kimberly Farrah Singh, với niềm đam mê giúp đỡ những đứa trẻ gặp bất lợi bằng mọi cách, là người tin tưởng vững chắc rằng chúng sẽ là người nắm giữ chìa khóa cho tương lai. Farrah-Singh nói rằng mục tiêu của cô là giúp những đứa trẻ này khai thác mục đích cao đẹp của chúng thông qua các buổi trao quyền; cho chúng biết rằng chúng có thể làm bất cứ điều gì họ đặt trái tim và khối óc của mình, bằng cách nhắm vào lòng tự trọng của chúng để hình ảnh bản thân của họ đóng vai trò là chất xúc tác để đảm bảo những giấc mơ của chúng được thực hiện. Mong muốn của cô ấy là tạo ra nhiều sự khác biệt trong cuộc sống tốt nhất có thể và để thấy mỗi đứa trẻ rằng chúng sống có mục đích, bình đẳng và hạnh phúc thuần khiết bắt đầu từ những đứa trẻ ở Trinidad và Tobago.

## Hoa hậu Onity Trinidad và Tobago 2015
Vào thứ bảy ngày 25 tháng 7, Kimberly Farrah Singh đã đăng quang cuộc thi Hoa hậu T & T 2015.